# Бургберг-ім-Альгой
Бургберг-ім-Альгой (нім. Burgberg im Allgäu) — громада в Німеччині, знаходиться в землі Баварія, у місцевості Альгой. Підпорядковується адміністративному округу Швабія. Входить до складу району Оберальгой.
Площа — 15,99 км2. Населення становить 3270 ос. (станом на 31 грудня 2020).